# 파나테
파나테는 대한민국의 모바일 게임 회사이다.

## 설명
파나테는 2016년에 설립된 기업이다. 파나테는 모바일 게임을 제작하는 업체로 코디크로스가 대표적인 기업의 제품이 된다. 파나테는 코디크로스 외에 다른 모바일 게임이나 온라인 게임을 만들기도 하며 주로 퍼즐 게임들을 모바일 게임이나 온라인 게임으로 만드는 기업이 된다.

## 같이 보기
- 모바일 게임
- 기업